# Tournoi interclubs féminin de l'UNCAF 2025
Navigation
Édition précédente
Le Tournoi interclubs féminin de l'UNCAF 2025 est la huitième édition de cette compétition inter-clubs centraméricaine de football féminin organisée par l'UNCAF. Le Santa Fé FC est le tenant du titre, mais n'est pas qualifié pour le tournoi. Le tournoi se déroule au Panama du 17 au 23 juillet 2025, au Yappy Park et au COS Sports Plaza. Les Costariciennes du LD Alajuelense retrouvent leur titre en battant le Real Estelí aux tirs au but en finale.

## Format
Les participants sont d'abord répartis en deux groupes de quatre équipes, dans lesquels ils s'affrontent une fois. Ils disputent ensuite un match de classement face à l'équipe arrivée au même rang dans l'autre groupe.

## Participants
| \| Sagitun Girlz LD Alajuelense CSD Municipal CDF Under Real Estelí Chorrillo FC Caribbean Stars Alianza FC \| Localisation des clubs engagés dans la compétition. |
| Sagitun Girlz LD Alajuelense CSD Municipal CDF Under Real Estelí Chorrillo FC Caribbean Stars Alianza FC                                                           |

| Pays       | Club            | Part. | Meilleur résultat        |
| ---------- | --------------- | ----- | ------------------------ |
| Belize     | Sagitun Girlz   | 3e    | 8e en 2023 et 2024       |
| Costa-Rica | LD Alajuelense  | 4e    | Champion en 2022 et 2023 |
| Guatemala  | CSD Municipal   | 1re   | –                        |
| Honduras   | CDF Under       | 2e    | 7e en 2024               |
| Nicaragua  | Real Estelí     | 2e    | 6e en 2024               |
| Panama     | Chorrillo FC    | 1re   | –                        |
| Porto Rico | Caribbean Stars | 1re   | –                        |
| Salvador   | Alianza FC      | 4e    | Finaliste en 2024        |

## Résultats

### Phase de groupes

#### Groupe A
| Rang | Équipe        | Pts | J | G | N | P | Bp | Bc | Diff |  | Résultats (▼ dom., ► ext.) |  |     |     |     |
| ---- | ------------- | --- | - | - | - | - | -- | -- | ---- |  | -------------------------- |  | --- | --- | --- |
| 1    | Real Estelí   | 9   | 3 | 3 | 0 | 0 | 8  | 0  | +8   |  | Real Estelí                |  | 4-0 | 2-0 | 2-0 |
| 2    | Alianza FC    | 4   | 3 | 1 | 1 | 1 | 6  | 6  | 0    |  | Alianza FC                 |  |     | 2-2 | 4-2 |
| 3    | Chorrillo FC  | 4   | 3 | 1 | 1 | 1 | 5  | 6  | -1   |  | Chorrillo FC               |  |     |     | 3-2 |
| 4    | Sagitun Girlz | 0   | 3 | 0 | 0 | 3 | 4  | 11 | -7   |  | Sagitun Girlz              |  |     |     |     |

#### Groupe B
| Rang | Équipe          | Pts | J | G | N | P | Bp | Bc | Diff |  | Résultats (▼ dom., ► ext.) |  |     |     |     |
| ---- | --------------- | --- | - | - | - | - | -- | -- | ---- |  | -------------------------- |  | --- | --- | --- |
| 1    | LD Alajuelense  | 9   | 3 | 3 | 0 | 0 | 7  | 1  | +6   |  | LD Alajuelense             |  | 2-0 | 1-0 | 4-1 |
| 2    | CDF Under       | 4   | 3 | 1 | 1 | 1 | 5  | 4  | +1   |  | CDF Under                  |  |     | 1-1 | 4-1 |
| 3    | CSD Municipal   | 4   | 1 | 1 | 1 | 1 | 2  | 2  | 0    |  | CSD Municipal              |  |     |     | 1-0 |
| 4    | Caribbean Stars | 0   | 3 | 0 | 0 | 3 | 2  | 9  | -7   |  | Caribbean Stars            |  |     |     |     |

### Match pour la7eplace
| Match pour la 7e place | Caribbean Stars | 4 – 3   | Sagitun Girlz |  |  |
| 23 juillet 2025        |                 | (2 – 1) |               |  |  |

### Match pour la5eplace
| Match pour la 5e place | Chorrillo FC | 3 – 1   | CSD Municipal |  |  |
| 23 juillet 2025        |              | (1 – 0) |               |  |  |

### Match pour la3eplace
| Match pour la 3e place | CDF Under | 2 – 0   | Alianza FC |  |  |
| 23 juillet 2025        |           | (2 – 0) |            |  |  |

### Finale
| Finale          | Real Estelí                       | 1 – 1             | LD Alajuelense                    |  |  |
| 23 juillet 2025 | Aguilar 50e                       | (0 – 1)           | 22e (pen.) Villalobos (en)        |  |  |
| 23 juillet 2025 | Réussi · Réussi · Manqué · Manqué | Tirs au but 2 - 4 | Réussi · Réussi · Réussi · Réussi |  |  |

## Statistiques individuelles
|   | Joueuse             | Club            | Buts |
| - | ------------------- | --------------- | ---- |
| 1 | Doriana Aguilar     | Real Estelí     | 3    |
| 1 | Paola Calderón (en) | Alianza         | 3    |
| 1 | Laura Canales       | CDF Under       | 3    |
| 1 | Ángela Díaz (en)    | Caribbean Stars | 3    |
| 5 | Shante Chacon       | Sagitun Girlz   | 2    |
| 5 | Marissa DiGenova    | Caribbean Stars | 2    |
| 5 | Yaretzy Fernández   | CSD Municipal   | 2    |
| 5 | Sherline King       | Chorrillo FC    | 2    |
| 5 | Kayra Pérez         | Chorrillo FC    | 2    |
| 5 | Kenia Rangel (en)   | LD Alajuelense  | 2    |
| 5 | Cristel Sandí (en)  | Real Estelí     | 2    |
| 5 | Sofía Varela (en)   | LD Alajuelense  | 2    |
| 5 | Ashley Webb         | Alianza         | 2    |